# Tico (mascota)
Tico fue la mascota oficial de la Copa América 1989, organizada por la Confederación Brasilera de Fútbol, con sede en Brasil. Se trató de un ave típica del país. Es la primera mascota en ser un animal, y la primera ave.

## Historia

### Biografía ficticia
Tico es un zorzal sabiá, ave típica de Brasil de pelaje claro y que anida en zonas urbanas; es el ave nacional del país carioca. En un principio, desde 1966 era el ave regional de Sao Paulo, para pasar a ser el ave nacional en el 2002.
Lleva uniforme azul, a pesar de que el característico de la selección de Brasil es llamado verdeamarelo, pues tiene amarillo con verde.

### Controversia
Se ha dicho que a pesar de que visualmente es agradable, al igual que la mascota del 2001, Amériko, no guarda relación con su país anfitrión, ya que el zorzal sabiá es un ave de fácil avistamiento en toda Sudamérica, siendo encontrada en Colombia y Uruguay también.
El uniforme, como ya se dijo es azul celeste, muy parecido al de Argentina o Uruguay, en contravía del clásico verdeamarelo de la selección brasileña.

| Predecesor: Gardelito Argentina 1987 | Mascotas de la Copa América Tico Brasil 1989 | Sucesor: Guaso Chile 1991 |